# Fältspade

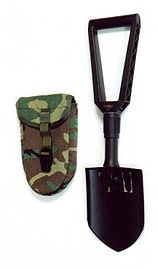
Fältspade tillverkad av Fiskars för USA:s marinkår.

En fältspade eller arméspade är en spade avsedd att bäras och användas av soldater. Fältspadar ingår i många arméers utrustning.